# व
Cette page contient des caractères spéciaux ou non latins. S’ils s’affichent mal (▯, ?, etc.), consultez la page d’aide Unicode.
व, appelé va ou wa et transcrit v, est une consonne de l’alphasyllabaire devanagari.

## Représentations informatiques
Ses Unicode sont :
| formes | représentations | chaînes de caractères | points de code | descriptions                                    |
| ------ | --------------- | --------------------- | -------------- | ----------------------------------------------- |
| pleine | व               | व                     | U+0935         | lettre devanagari va                            |
| morte  | व्               | व◌्                    | U+0935 U+094D  | lettre devanagari va, symbole devanagari virama |